# Прилепы (Поныровский район)
Прилепы — деревня в Поныровском районе Курской области России. Входит в состав Первомайского сельсовета.

## География
Расположен на реках Полевая Снова и Полевая, примыкая к селу Первомайское (Курская область) и к хутору Северный.

## История
Согласно Закону Курской области от 21 октября 2004 года № 48-ЗКО «О муниципальных образованиях Курской области» входит в образованное муниципальное образование Первомайский сельсовет.

## Население
| 2010 |
| ---- |
| 74   |

Национальный состав
Согласно результатам переписи 2002 года, в национальной структуре населения русские составляли 100 % из 100 человек.
Гендерный состав
В 2010 году проживали 74 человека — 38 мужчин и 36 женщин (51,4 % и 48,6 % соответственно).

## Инфраструктура
Личное подсобное хозяйство.

## Транспорт
Доступен автомобильным транспортом. Автодорога «Поныри — Первомайское» (идентификационный номер 38 ОП МЗ 38Н-540).